# Kiểm định lưỡi dao Foucault

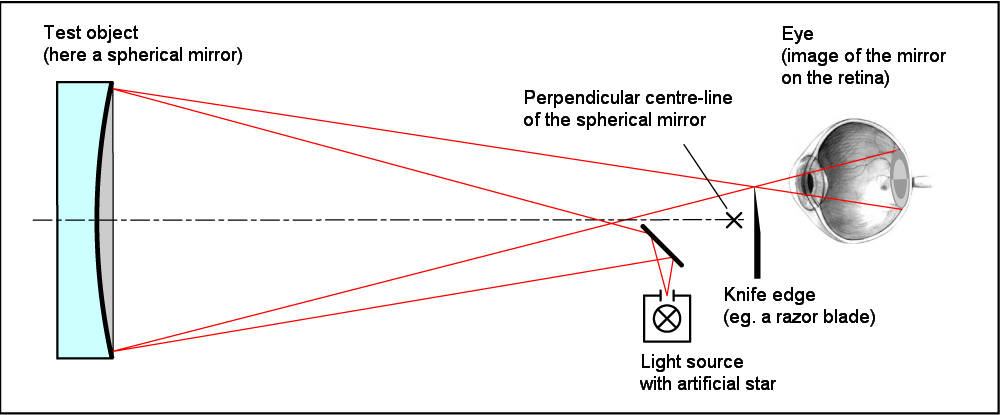
Thiết lập thử nghiệm Foucault để đo gương

Kiểm định lưỡi dao Foucault được mô tả vào năm 1858 bởi nhà vật lý người Pháp Léon Foucault để đo dạng hình nón của gương quang học, với sai số có thể đo được bằng các phân số bước sóng ánh sáng (hoặc Ångström, một phần triệu inch hoặc nanomet). Nó thường được sử dụng bởi các nhà sản xuất kính viễn vọng nghiệp dư để tìm ra những chiếc gương thiên văn nhỏ. Thiết bị tương đối đơn giản, rẻ tiền của nó có thể tạo ra các phép đo hiệu quả hơn so với hầu hết các kỹ thuật kiểm tra khác.
Nó đo kích thước bề mặt gương bằng cách phản chiếu ánh sáng vào lưỡi dao tại hoặc gần tâm cong của gương. Để làm như vậy, thử nghiệm chỉ cần một người thực hiện. Với dạng cơ bản nhất vào thế kỷ 19, thực nghiệm chỉ bao gồm một bóng đèn, một mảnh thiếc có lỗ kim trong đó và một lưỡi dao cạo để tạo ra lưỡi dao. Thiết bị thử nghiệm được điều chỉnh dọc theo trục X (hướng cắt dao) qua trục Y (trục quang) và phải có sự điều chỉnh có thể đo được đến 0,001   inch (25 µm) hoặc nhỏ hơn dọc theo các đường song song với trục quang. Theo Texereau, thực nghiệm khuếch đại các khuyết tật bề mặt gương theo hệ số một triệu, giúp chúng dễ dàng được tiếp cận để nghiên cứu và khắc phục.

## Thực nghiệm Foucault cơ bản

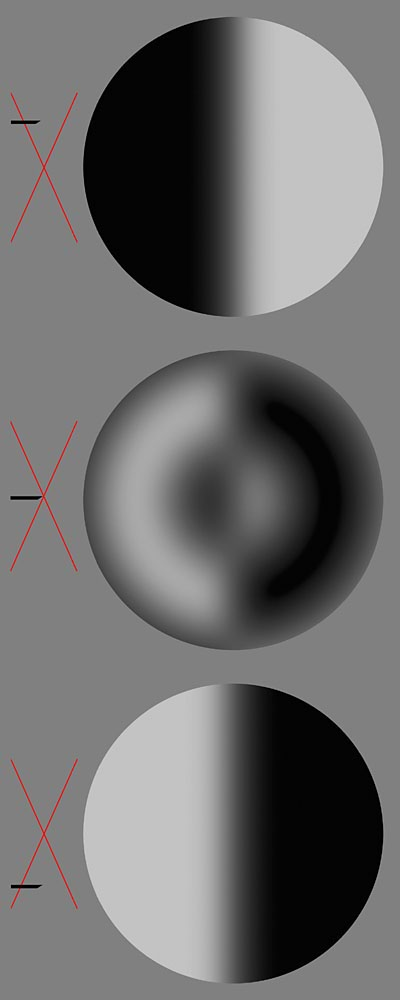
Từ trên xuống: Gương parabol hiển thị các mẫu bóng Foucault được tạo bởi cạnh dao bên trong bán kính cong R (X đỏ), tại R và bên ngoài R.

Gương được kiểm tra được đặt thẳng đứng trong một giá đỡ. Máy thử Foucault được thiết lập ở khoảng cách bán kính cong của gương (bán kính R gấp đôi tiêu cự). Với lỗ kim ở một bên của tâm cong (có thể sử dụng một khe dọc song song với cạnh dao của lỗ kim). Người kiểm tra được điều chỉnh sao cho chùm tia trở lại từ nguồn sáng lỗ kim bị gián đoạn bởi lưỡi dao.
Nhìn gương từ phía sau cạnh dao cho thấy một hoa văn trên bề mặt gương. Nếu bề mặt gương là một phần của một hình cầu hoàn hảo, thì gương xuất hiện ánh sáng đều trên toàn bộ bề mặt. Nếu gương có hình cầu nhưng có khuyết tật như va đập hoặc lõm, các khuyết tật xuất hiện rất lớn về chiều cao. Nếu bề mặt là hình parabol, gương thường trông giống như một cái bánh donut hoặc hình thoi mặc dù bề ngoài chính xác phụ thuộc vào vị trí chính xác của lưỡi dao.
Có thể tính toán bề mặt gương giống với một đường hình parabol hoàn hảo bằng cách đặt mặt nạ Couder, Chốt pin Everest (sau AW Everest) hoặc điểm đánh dấu khu vực khác trên gương. Một loạt các phép đo với người thử nghiệm, tìm ra bán kính cong của các vùng dọc theo trục quang của gương (trục Y). Những dữ liệu này sau đó được giảm và biểu đồ dựa trên một đường cong parabol lý tưởng.

### Các kỹ thuật kiểm tra khác
Một số thử nghiệm khác được sử dụng để đo gương ở tâm cong. Một số nhà sản xuất kính viễn vọng sử dụng một biến thể của thử nghiệm Foucault gọi là thử nghiệm Ronchi thay thế lưỡi dao bằng cách tử (tương tự như cách tử nhiễu xạ rất thô) bao gồm các dây song song mịn, khắc trên tấm kính, âm bản trong ảnh hoặc máy tính được in trong suốt. Các mẫu thử Ronchi được khớp với các mẫu gương tiêu chuẩn hoặc được tạo bởi máy tính.
Biến thể khác của các thử nghiệm Foucault bao gồm Gaviola hoặc kiểm định Caustic mà có thể đo lường nhanh số f của gương chính xác hơn so với thử nghiệm Foucault mà được giới hạn trong khoảng bước sóng (λ/8) chính xác trên gương vừa và nhỏ. Thử nghiệm Caustic có khả năng đo các gương lớn hơn và đạt được đỉnh sóng (λ/20) đến độ chính xác của vùng lõm bằng cách sử dụng giai đoạn thử nghiệm được điều chỉnh từ bên này sang bên kia để đo từng vùng của mỗi bên của gương từ tâm của độ cong của nó.
Kiểm định Dall null sử dụng ống kính phẳng lồi đặt một khoảng cách ngắn trước lỗ kim. Với vị trí chính xác của ống kính, một gương parabol có vẻ phẳng khi thử nghiệm thay vì hình bánh donut nên việc kiểm tra dễ dàng hơn nhiều và không cần phải đo các khu vực.
Có một số thử nghiệm giao thoa kế đã được sử dụng bao gồm phương pháp Michelson-Twyman và Michelson đều được xuất bản năm 1918, phương pháp Lenouvel và phương pháp Fizeau. Thử nghiệm giao thoa kế đã được thực hiện với giá cả phải chăng hơn trong những năm gần đây bởi các laser, máy ảnh kỹ thuật số giá cả phải chăng (như webcam) và máy tính, nhưng chủ yếu vẫn là một phương pháp trong công nghiệp.